# Euaugaptilus
Euaugaptilus är ett släkte av kräftdjur. Euaugaptilus ingår i familjen Augaptilidae.

## Bildgalleri

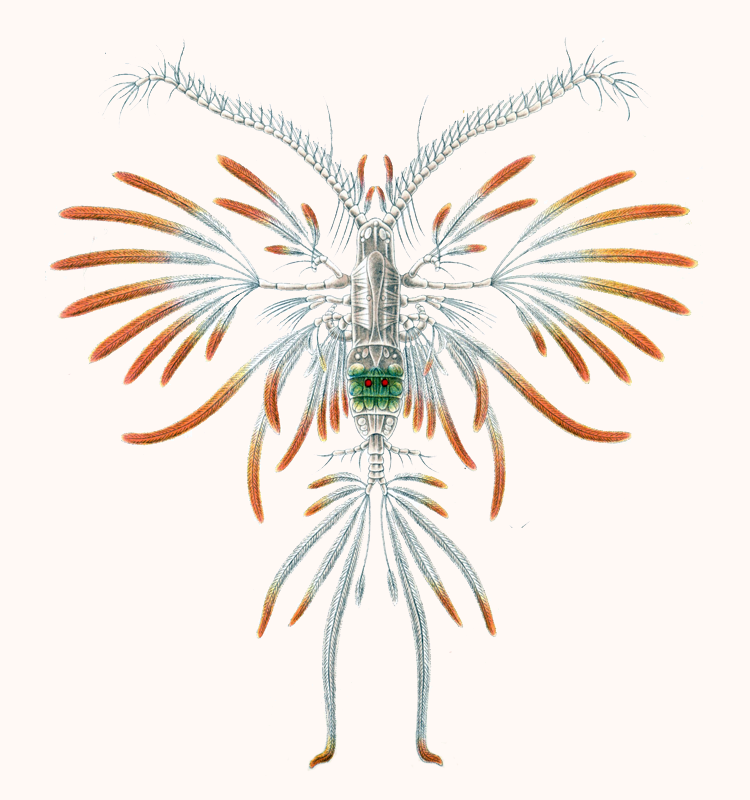
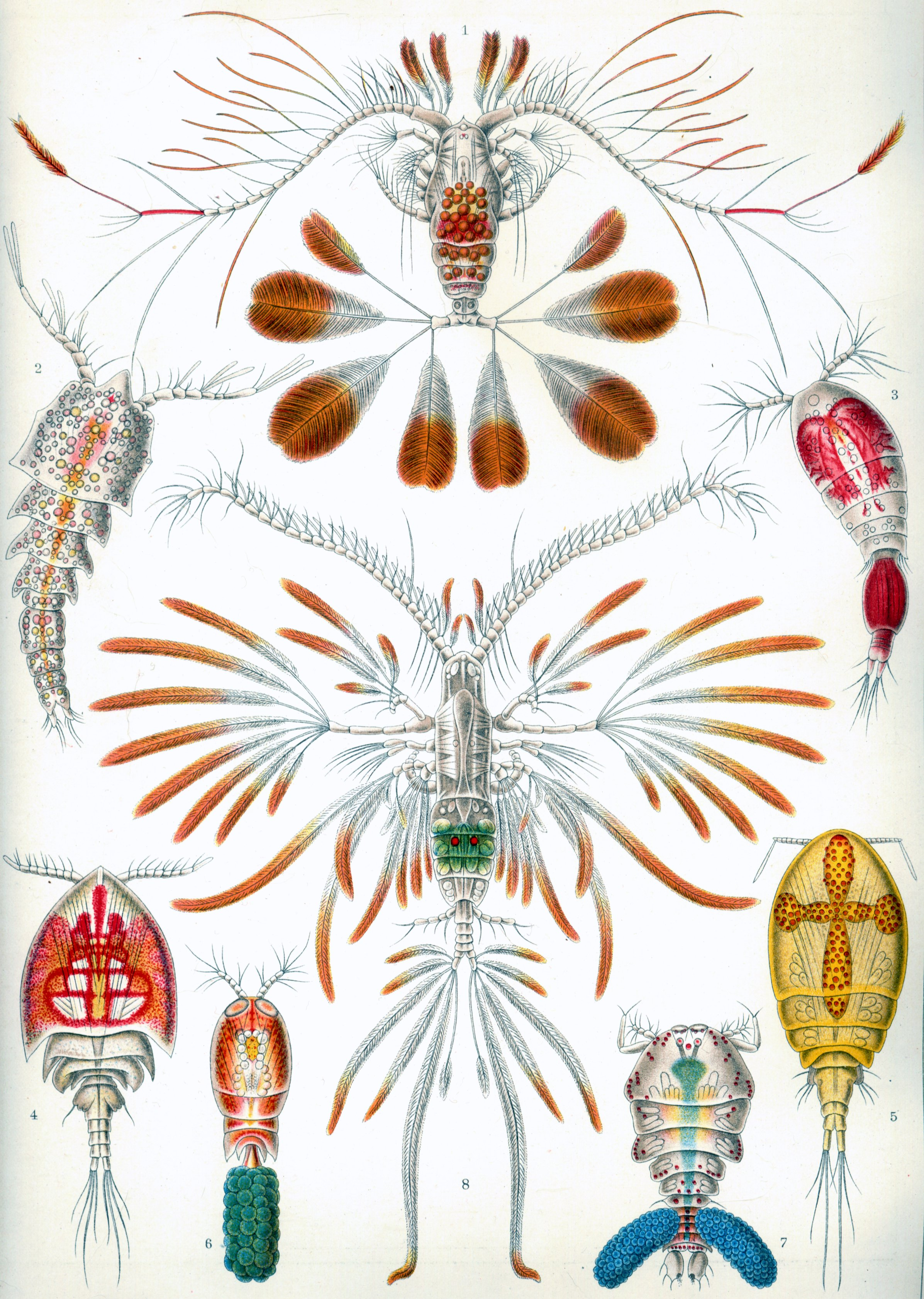

## Dottertaxa tillEuaugaptilus, i alfabetisk ordning[1]
- Euaugaptilus affinis
- Euaugaptilus angustus
- Euaugaptilus bullifer
- Euaugaptilus clavatus
- Euaugaptilus digitatus
- Euaugaptilus elongatus
- Euaugaptilus facilis
- Euaugaptilus filigerus
- Euaugaptilus gibbus
- Euaugaptilus gracilis
- Euaugaptilus graciloides
- Euaugaptilus hecticus
- Euaugaptilus humilis
- Euaugaptilus hyperboreus
- Euaugaptilus laticeps
- Euaugaptilus longiantennalis
- Euaugaptilus longimanus
- Euaugaptilus magnus
- Euaugaptilus mixtus
- Euaugaptilus modestus
- Euaugaptilus nodifrons
- Euaugaptilus oblongus
- Euaugaptilus palumboi
- Euaugaptilus parabullifer
- Euaugaptilus penicillatus
- Euaugaptilus pseudaffinis
- Euaugaptilus rigidus
- Euaugaptilus rostratus
- Euaugaptilus similis
- Euaugaptilus simplex
- Euaugaptilus squamatus
- Euaugaptilus tenuispinus
- Euaugaptilus truncatus